# Annie Whitehead
Annie Whitehead (Oldham, 16 luglio 1955) è una trombonista britannica.
Cresciuta come jazzista, nel prosieguo della carriera si è rivelata una musicista eclettica, spaziando anche in altri generi tra cui la fusion, il reggae, lo ska, il blues ed il rock progressivo, in particolare ha collaborato ad album di artisti della scena di Canterbury.
Annie ha imparato a suonare il trombone a scuola. All'età di 14 anni già suonava in band locali e nella Manchester Youth Jazz Orchestra, e cominciò la sua carriera a 16 anni. Tra gli artisti che l'hanno ispirata ci sono Miles Davis, Charles Mingus e Wayne Henderson.
Negli anni settanta si è trasferita a Londra dove ha lavorato con Brotherhood of Breath di Chris McGregor, Carla Bley, Robert Wyatt, Joan Armatrading, Chris Rea, Bill Wyman, Elvis Costello, Jah Wobble e altri. Nel 1984 ha formato una sua band e ha pubblicato il suo primo CD come leader dei Working Week, coi quali ha lavorato a oltre 50 album e ha registrato anche 5 album a suo nome. È stata anche parte dei Jazz Jamaican Allstars al fianco del sassofonista Denys Baptiste, che mischiano, come la sua stessa band, ritmi reggae al jazz.
Nel 2003 ha suonato il trombone nel pluripremiato album di Robert Wyatt Cuckooland. Più tardi ha fatto parte della band tribute a Frank Zappa, gli Zappatistas, insieme al chitarrista jazz John Etheridge.

Nel 2004 la BBC Radio 4 l'ha definite “una delle più grandi tromboniste del Paese”.
Nel 2024 si è più volte esibita come membro della John Greaves Band assieme a Annie Barbazza, Jakko Jakszyk, Mel Collins, John Greaves, Régïs Boulard.

## Discografia
- Mix up (1984)
- This is ...Rude (1994)
- Naked (1997)
- Home (2000)
- The Gathering (2000)